# Gilles Bertrand
Cet article concerne le neurochirurgien et professeur québécois. Pour le photographe et journaliste français, voir Gilles Bertrand (journaliste).
Pour les articles homonymes, voir Bertrand.
Gilles Guy Pierre Bertrand, né le 5 août 1924, est un neurochirurgien et professeur québécois.

## Résumé biographique
Le Dr Bertrand a obtenu un B.A. avec la mention summa cum laude (1943) et son diplôme de médecine avec la mention magna cum laude (1949) de l’Université de Montréal.  Il a effectué des études postdoctorales sur les tumeurs au cerveau à l’Hôpital de la Salpêtrière à Paris.  Il a été chirurgien général à l’Hôpital St. Vincent’s de Toledo, en Ohio (É.-U.) avant de revenir à Montréal pour obtenir une M. Sc. (1953) de l’Université McGill.  Le Dr Bertrand s’est joint au corps professoral de l'Institut neurologique de Montréal en 1960. 
Il a ensuite été chirurgien général au St. Vincent's Hospital de Toledo (Ohio), avant de revenir à Montréal pour faire une maitrise (1953) à l'Université McGill. Il s'est joint à l'Institut neurologique de Montréal en 1960.
Dr Gilles Bertrand est professeur émérite de neurologie et neurochirurgie à l’Institut neurologique de Montréal de l’Université McGill.  Il a reçu l’insigne d’Officier de l’Ordre du Canada en 1988, la Médaille du Lieutenant-Gouverneur en 1949 et la Médaille du centenaire du canada en 1992. 
Outre de travailler étroitement avec de nombreuses équipes de recherche fondamentale et clinique de l’Institut, les neurochirurgiens de l’Hôpital neurologique de Montréal poursuivent des intérêts scientifiques indépendants. Ainsi, le Dr Gilles Bertrand a mené avec  Dr Herbert Jasper des travaux novateurs sur l’enregistrement de l’unité cellulaire du thalamus humain chez des patients conscients, qu’on opérait pour la maladie de Parkinson. Le Dr Bertrand et le Dr Chris Thompson ont été les premiers à utiliser l’ordinateur lors de chirurgies stéréotaxiques pour traiter le tremblement parkinsonien. Le Dr Bertrand a démontré que la syringomyélie est souvent due à des problèmes hydrodynamiques de la circulation du liquide céphalorachidien avec obstruction partielle des voies du LCR; il a mis au point des techniques chirurgicales pour faciliter la circulation du liquide céphalor-achidien. 
Il est un expert dans les domaines du traitement chirurgical des traumatismes rachidiens et du traitement micro chirurgical des tumeurs de l'hypophyse. 
Il est neurochirurgien-en-chef de l'Institut neurologique de Montréal et de l'Hôpital Royal Victoria en plus d'être le directeur d'études supérieures et professeur émérite en neurochirurgie à l'Université McGill.

## Publications principales[1]
- Duval C, Panisset M, Bertrand G, Sadikot AF. Evidence that ventrolateral thalamotomy may eliminate the supraspinal component of both pathological and physiological tremors. Exp Brain Res. 2000 May;132(2):216-22.
- Vernet O, Montes JL, Farmer JP, Blundell JE, Bertrand G, Freeman CR. Long term results of multimodality treatment of craniopharyngioma in children. J Clin Neurosci. 1999 May;6(3):199-203.
- Rilliet B, de Paul Djientcheu V, Vernet O, Montes J, Farmer JP, Bertrand G. Craniopharyngiomas, results in children and adolescents operated through a transsphenoidal approach compared with an intracranial approach. Front Radiat Ther Oncol. 1999;33:114-22.
- Preul MC, Feindel W, Dagi TF, Stratford J, Bertrand G. Arthur Roland Elvidge (1899-1985): contributions to the diagnosis of brain tumors and cerebrovascular disease. J Neurosurg. 1998 Jan;88(1):162-71.
- Clarke DB, Leblanc R, Bertrand G, Quartey GR, Snipes GJ. Meningeal melanocytoma. Report of a case and a historical comparison. J Neurosurg. 1998 Jan;88(1):116-21.

## Honneurs
- 1949 - Médaille du Lieutenant-gouverneur
- 1988 - Officier de l'Ordre du Canada
- 1992 - Médaille du centenaire du Canada
- 2004 - Prix d’excellence de l'Institut neurologiques de Montréal